# 스털링 (의회 구역)

스털링

스털링(영어: Stirling, 스코트어: Stirlin, 스코틀랜드 게일어: Sruighlea)은 스코틀랜드의 의회 구역으로 행정 중심지는 스털링이며 면적은 2,187km2, 인구는 90,000명(2010년 기준), 인구 밀도는 41명/km2이다. 클라크매넌셔, 노스래너크셔, 폴커크, 퍼스 킨로스, 아가일 뷰트, 이스트던바턴셔, 웨스트던바턴셔와 접한다.